# 李渼
李渼（9世纪—852年），唐朝皇子，唐宣宗子，生母不详。
会昌六年（846年），李渼被他父亲唐宣宗封为雍王，其后史书中没有记载他的情况。大中六年（852年），李渼死后，追封靖怀太子。
新旧唐书皆云，唐宣宗有十一子，但记为十二人。除李渼外，其余诸子皆有排行。有认，李渼即唐宪宗孙、唐宣宗侄子、宣宗二兄澧王李恽的长子东阳郡王李汉，唐宣宗登基后为了宣称自己是正统，指三兄穆宗篡李恽之位而自己又从穆宗系夺回正统，故如此抬举李恽的儿子。